# Eucopiocera
Eucopiocera is een geslacht van rechtvleugeligen uit de familie veldsprinkhanen (Acrididae). De wetenschappelijke naam van dit geslacht is voor het eerst geldig gepubliceerd in 1908 door Bruner.

## Soorten
Het geslacht Eucopiocera  is monotypisch en omvat slechts de volgende soort:
- Eucopiocera rubripes (Bruner, 1908)